# Friedrich von Dincklage-Campe

Friedrich von Dincklage-Campe (ohne Jahr)

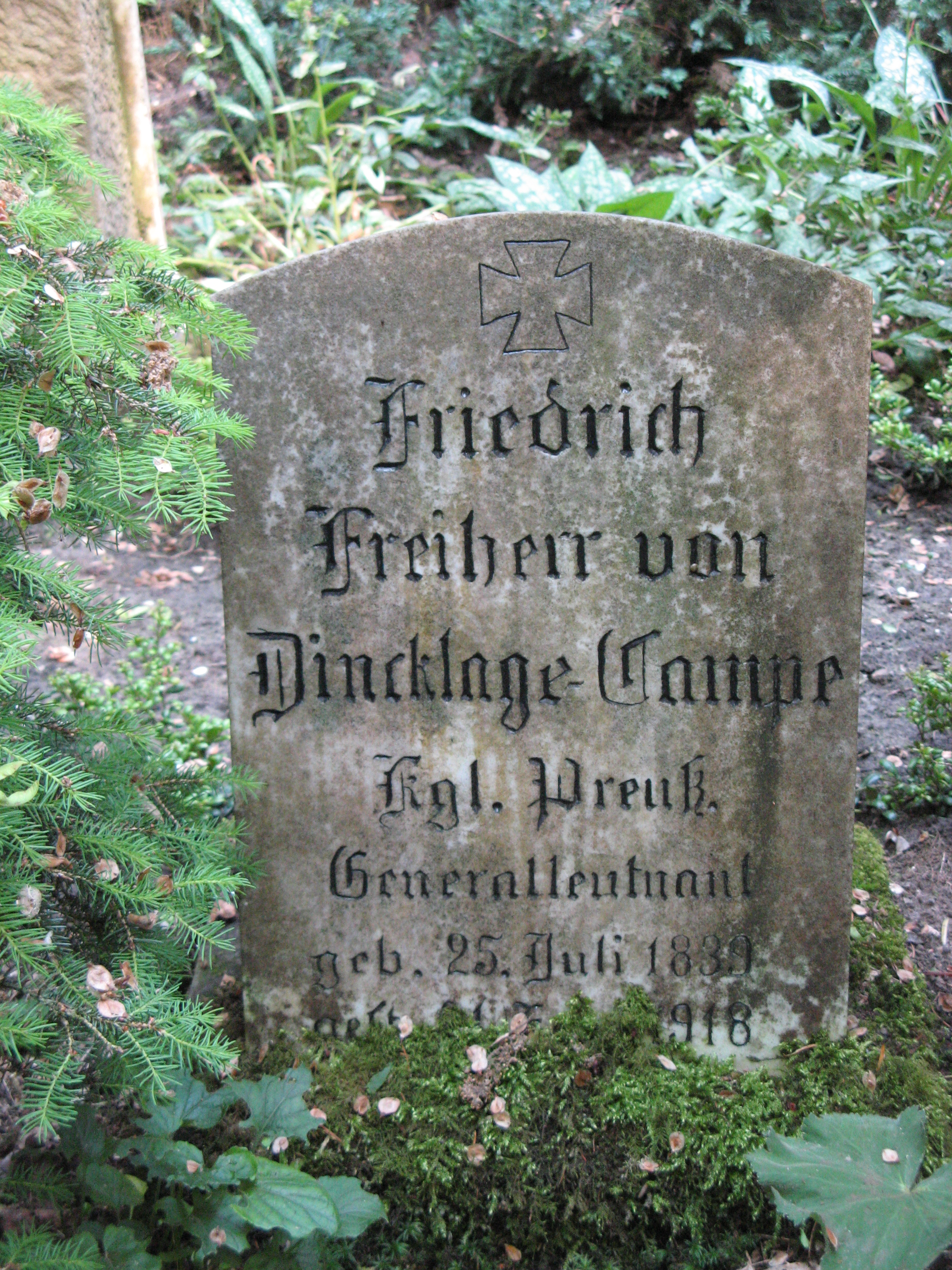
Sein Grabstein auf dem Familienfriedhof auf Gut Campe

Freiherr Friedrich von Dincklage-Campe (geboren 25. Juli 1839 auf Gut Campe bei Kluse, Königreich Hannover; gestorben 21. Februar 1918 in Berlin) war ein preußischer Berufssoldat und Militärschriftsteller. Er schrieb auch unter dem Pseudonym Hans Nagel von Brawe.

## Familie
Friedrich entstammte der Linie Campe des westfälischen Uradelsgeschlechts Dincklage. Er war der Sohn des Gutsbesitzers Hermann Freiherr von Dincklage-Campe (1796–1886) und dessen Ehefrau Julie, geborene von Stoltzenberg (1803–1895). Seine Schwestern Emmy (1825–1891) und Clara (1829–1919) wurden Schriftstellerinnen.
Am 25. November 1865 heiratete er in Hülsede Frida von Mengersen (1836–1927), mit der er einen Sohn hatte:
- Hans-Ulrich (1869–1939) ⚭ 1907 Marie Berckenkamp (* 1876). Er war im Ersten Weltkrieg preußischer Oberstleutnant und Kommandeur des Altmärkischen Feldartillerie-Regiments Nr. 40.[1]

## Leben
Dincklage erhielt Unterricht durch Hauslehrer und besuchte zunächst das Progymnasium in Weener und ab 1851 das Gymnasium in Bückeburg. Mit sechzehn Jahren trat er 1855 in das hannoversche Kadettenkorps ein. 1859 wurde er zum Leutnant befördert, 1865 zum Oberleutnant. 1864 nahm er am Deutsch-Dänischen Krieg und 1866 im Krieg gegen Preußen an der Schlacht bei Langensalza teil.
Nach der Annexion Hannovers 1866 wechselte er in die Preußische Armee nach Osnabrück und wurde Rittmeister und Eskadronchef. 1870/71 nahm er am Krieg gegen Frankreich teil und erhielt das Eiserne Kreuz II. Klasse. Dincklage-Campe wurde 1872 Ehrenritter und 1890 Rechtsritter des Johanniterordens. Am 13. August 1889 wurde er als Kommandeur der 9. Kavallerie-Brigade nach Glogau versetzt und in dieser Stellung 1891 zum Generalmajor befördert. Unter Verleihung des Charakters als Generalleutnant wurde Dincklage am 20. Juli 1892 in Genehmigung seines Abschiedgesuches mit Pension zur Disposition gestellt.
Nach seiner Verabschiedung lebte er in Osnabrück, auf seinem Gut Campe und im Winter in Halensee bei Berlin.
Im Ruhestand schrieb Dincklage-Campe Belletristik und populär gehaltene Literatur über den Militärbetrieb und über die deutschen Kriege im 19. Jahrhundert. Der von ihm herausgegebene, reich illustrierte Band Deutsche Reiter in Südwest propagierte den Kolonialismus im Deutschen Reich und fand weite Verbreitung.

## Werke (Auswahl)

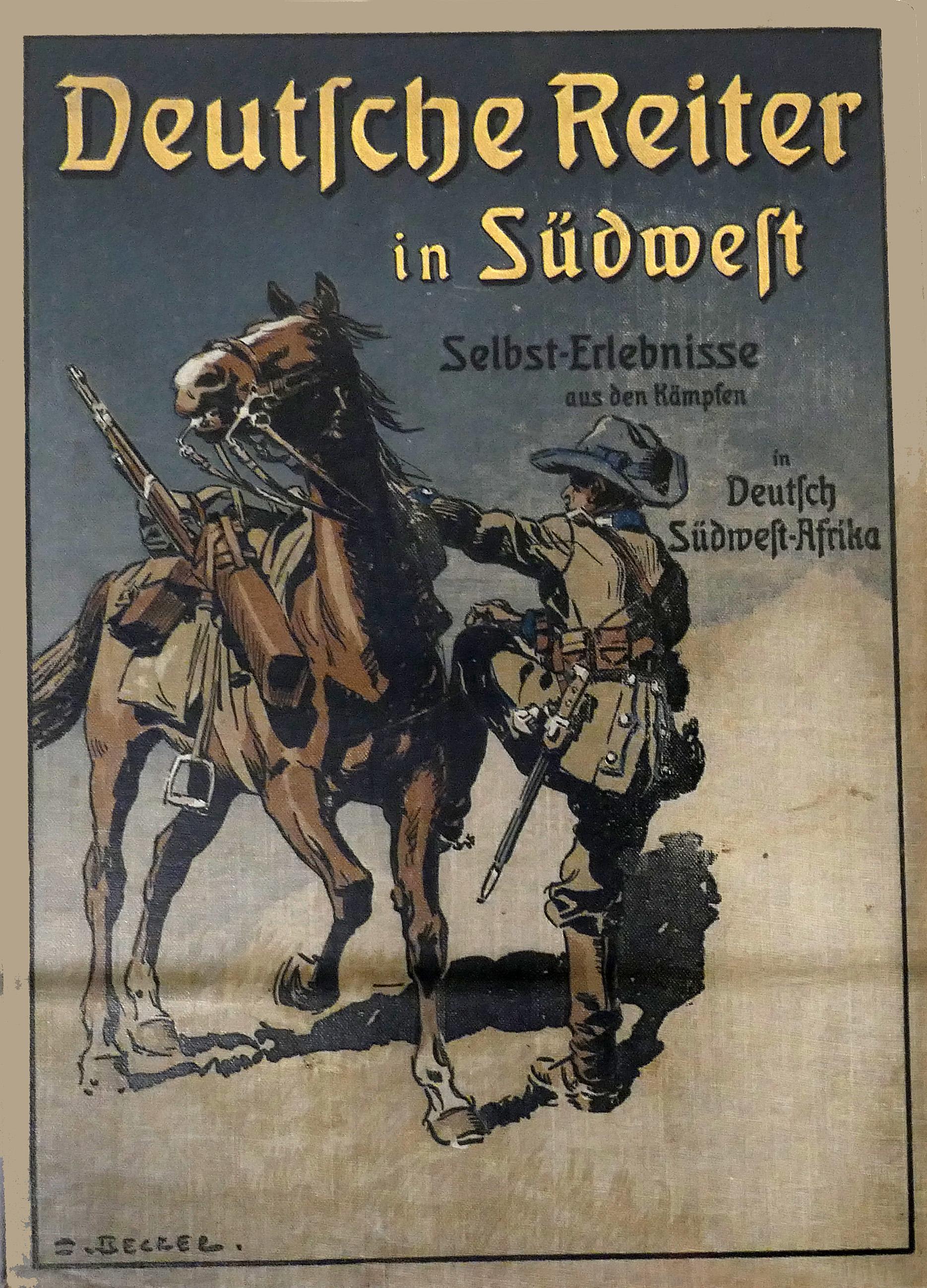
Deutsche Reiter in Südwest. 1908, Titelbild Carl Becker

- Hans Nagel von Brawe: In schwerer Bö. Novelle. Carl Reissner, Leipzig 1892.
- Hans Nagel von Brawe: Besiegte Sieger : Kriegs-Erinnerungen. Umschlagzeichnung von Hans Stubenrauch. Carl Reissner, Leipzig 1893.
- Helgoland : unsere Reichsinsel. Skopnik, Berlin 1894.
- Baroness Dr. Roman. Dresden, 1895
- Hans Nagel von Brawe: Mausfall-Marie. Eine Künstlergeschichte. C. Flemming, Glogau ohne Jahr
- Anker geschlippt – Geschichte eines Marineoffiziers. 1896.
- Die liebe schöne Leutnantszeit : Schilderungen aus Heer und Flotte. Illustrationen Carl Becker [u. a.]. Bong, Berlin 1899
- Ernst Zimmer: Der Rekognoszierungsritt des Grafen Zeppelin am 24. und 25. Juli 1870 : nach auth. Quellen bearb.  mit Portr. d. Teilnehmer, e. Grundr., e. Übersichtskt. u. Ill. v. Ernst Zimmer. Vorwort F. Frh. von Dincklage. Eckstein, Berlin um 1900
- Aus alten und jungen Tagen: Erinnerungen. Illustrationen R. Knötel. Meinders & Elstermann, Osnabrück 1901.
- Vom Schreibtisch und aus dem Atelier. „Unter dem Hammer!“ Erinnerung an das Leben in hannoverschen Offiziersmesses. In: Velhagen und Klasings Monatshefte. Jg. 15 (1900/01), Bd. 2, Heft 9, Mai 1901, S. 293–297.
- Tänzerin und Fürstin. Wenn der Schuh drückt. 2 Erzählungen. Hillger, Berlin 1903 (Kürschners Bücherschatz; 363).
- Ernstes und Heiteres vom Königl. Militär-Reit-Institut. Schaper, Hannover 1906.
- (Hrsg.): Deutsche Reiter in Südwest. Selbsterlebnisse aus den Kämpfen in Deutsch-Südwestafrika nach persönlichen Berichten bearbeitet. Bong, Berlin 1908.
- Erbadel. Roman. Taendler, Berlin 1909.
- In Kriegs- und Friedenszeiten. Teil: Bd. 7.: Unter dem Schutze der Lanzen. F. Schulze, Berlin 1912.
- Kriegsbeute : Feldzugsnovelletten und ernst-frohe Skizzen. Müller-Mann, Leipzig 1913.
- Seekrank! : Erlebnisse e. Schiffarztes wider Willen ; Novellen u. Skizzen. Müller-Mann, Leipzig 1914.
- mit Detlev von Liliencron und anderen: Aus Heer und Marine : Novellen u. Skizzen. Hesse & Becker, Leipzig 1915.
- (Bearb.): Wie wir unser Eisern Kreuz erwarben : Selbsterlebnisse nach persönlichen Berichten von Inhabern des Eisernen Kreuzes 1914. Bong, Berlin 1916.
- Rosen. Hillger, Berlin 1918 (Kürschners Bücherschatz; 1158).